# Incognito (groupe)
Pour les articles homonymes, voir Incognito.
Incognito est un groupe britannique d'acid jazz fondé en 1981 à Londres par Jean-Paul Maunick, alias Bluey, et Paul Tubbs Williams. Leur premier album, Jazz Funk, sera le seul enregistré dans les années 1980.
À partir de 1991, le groupe va enregistrer pas moins de 22 albums, dont le dernier, Into You, est sorti en 2023.
Par ailleurs, Jean-Paul Maunick et Paul Tubbs sont connus pour avoir collaboré avec de nombreux artistes, à l'image de Galliano, Faïruz, KIO et Enrico Macias.

## Discographie

### Albums studio
- 1981 : Jazz Funk -  (Chrysalis)
- 1991 : Inside Life -  (Talkin' Loud)
- 1992 : Tribes, Vibes and Scribes -  (Talkin' Loud)
- 1993 : Positivity -  (Talkin' Loud)
- 1995 : 100° And Rising -  (Talkin' Loud)
- 1996 : Remixed
- 1996 : Beneath The Surface -  (Talkin' Loud)
- 1999 : No Time Like The Future -  (Talkin' Loud)
- 2000 : The Best Of Incognito
- 2001 : Life, Stranger Than Fiction -  (Talkin' Loud)
- 2002 : Who Needs Love - (Dome Records)
- 2003 : Love X Love Who Needs Love Remixes
- 2004 : Adventures in Black Sunshine -  (Dome Records)
- 2006 : Bees + Things + Flowers -  (Edel)
- 2006 : Eleven -  (Dome Records)
- 2008 : Tales From The Beach - (Edel Records)
- 2008 : More Tales Remixed (Compilation de titres remixés de l'album "Tales From The Beach") - (Dome Records)
- 2010 : Transatlantic R.P.M. - (earMUSIC)
- 2012 : Surreal - (earMUSIC)
- 2014 : Amplified soul - (earMUSIC)
- 2016 : In Search Of Better Days - (earMUSIC)
- 2019 : Tomorrow's New Dream - (Bluey Music Limited)
- 2023 : Into You (Splash Blue)